# Alexandre Marcondes Machado Filho
Alexandre Marcondes Machado Filho (São Paulo, 3 de agosto de 1892 — São Paulo, 16 de octubre de 1974) fue un político brasileño.

## Biografía
Alexandre Marcondes Machado Filho nació en la ciudad de São Paulo el 3 de agosto de 1892, hijo de Alexandre Marcondes Machado y de María Albertina Marcondes Machado. Tras ejercer el magisterio, su padre se convirtió en empresario e industrial en el ramo de la seda. Marcondes Filho cursó estudios de Secundaria en el Colegio São Luís, en Itu, ingresando después en la Facultad de Derecho de São Paulo, por la que se graduó en 1914.

## Trayectoria
Acabada la carrera académica, trabajó en el despecho del abogado y jurista Alfredo Pujol, compañero de Rui Barbosa en la Campanha Civilista de 1910. Fue secretario de Bernardino de Campos, importante miembro del Partido Republicano Paulista (PRP), entonces partido dominante en su estado y órgano muy influyente en la vida nacional. Gracias a esas actividades, desde su juventud Marcondes Filho convivió con el mundo de la política, principalmente en São Paulo y en Río de Janeiro, entonces Distrito Federal.
Fue ministro del Trabajo, Industria y Comercio en el gobierno de Getúlio Vargas, entre el 29 de diciembre de 1941 y el 29 de octubre de 1945.
Fue senador por São Paulo de 1946 a 1954, y presidente de Senado de 1951 a 1954.